# Liste alphabétique des espèces du genre Hymenophyllum
Liste alphabétique de toutes les espèces appartenant au genre Hymenophyllum.
- Haut – A
- B
- C
- D
- E
- F
- G
- H
- I
- J
- K
- L
- M
- N
- O
- P
- Q
- R
- S
- T
- U
- V
- W
- X
- Y
- Z

Les espèces maintenues dans le genre Hymenophyllum sont repérées en caractère gras ; leur sous-genre d'appartenance est ajouté aussi en gras.
Les données sont issues en premier de la révision taxonomique de la famille des Hymenéphyllacées de Ebihara et al. ainsi que des index IPNI et TROPICOS (date de référence : octobre 2010). En cas d'ambiguïté, les informations de l'ouvrage de Carl Christensen, Index filicum - 1906, ont été utilisées.
Les synonymies ont été supprimées ici : pour les retrouver, voir l'espèce concernée de l'article Hymenophyllum.

## A
- Hymenophyllum abietinum Hook. & Grev. : sous-genre Mecodium
- Hymenophyllum abruptum Hook. : sous-genre Mecodium
  - Hymenophyllum abruptum var. brevifrons (Kunze) Franch. : Voir Hymenophyllum brevifrons Kunze
- Hymenophyllum acanthoides (Bosch) Rosenst. : sous-genre Hymenophyllum
- Hymenophyllum acrosorum Bosch : sous-genre Mecodium
- Hymenophyllum aculeatum (J.Sm.) Racib. : sous-genre Hymenophyllum
- Hymenophyllum aculeolatum Bosch : sous-genre Hymenophyllum
- Hymenophyllum acutum (C.Presl) Ebihara & K.Iwats. : sous-genre Pleuromanes
- Hymenophyllum acutum Mett. : voir Hymenophyllum polyanthos (Sw.) Sw.
- Hymenophyllum adiantoides Bosch : sous-genre Sphaerocionium
- Hymenophyllum aequabile Kunze : sous-genre Sphaerocionium
- Hymenophyllum aeruginosum (Poir.) Carmich. : sous-genre Sphaerocionium
  - Hymenophyllum aeruginosum var. franklinianum (Colenso) Hook. : sous-genre Sphaerocionium
- Hymenophyllum affine (Bosch) Racib. : voir Hymenophyllum boschii Rosenst.
- Hymenophyllum affine Brack. : sous-genre Hymenophyllum
- Hymenophyllum alatum Schkuhr : voir Crepidomanes bipunctatum (Poir.) Copel.
- Hymenophyllum alatum Sm. : voir Vandenboschia suben. Vandenboschia
- Hymenophyllum alatum Willd. : voir Hymenophyllum tunbridgense (L.) Sw.
- Hymenophyllum alfredii Rosenst. : sous-genre Mecodium
- Hymenophyllum alishanense De Vol : sous-genre Hymenophyllum
- Hymenophyllum alpinum Colenso : sous-genre Hymenophyllum
- Hymenophyllum alternatum Fosberg : sous-genre Sphaerocionium
- Hymenophyllum alveolatum C.Chr. : sous-genre Hymenophyllum
- Hymenophyllum amabile C.V.Morton : sous-genre Sphaerocionium
- Hymenophyllum amoenum J.W.Sturm : sous-genre Sphaerocionium
- Hymenophyllum andinum Bosch : sous-genre Mecodium
- Hymenophyllum angulosum Christ : sous-genre Globosa
- Hymenophyllum angustatum Thouars ex Kunze : sous-genre Sphaerocionium
- Hymenophyllum angustifrons Christ : sous-genre Sphaerocionium
- Hymenophyllum angustum Bosch : sous-genre Sphaerocionium
- Hymenophyllum anisopterum Peter : sous-genre Sphaerocionium
- Hymenophyllum antarcticum C.Presl : sous-genre Hymenophyllum
- Hymenophyllum antillense (Jenman) Jenman : sous-genre Sphaerocionium
- Hymenophyllum apicale Bosch : sous-genre Mecodium
- Hymenophyllum apiculatum Mett. ex Kuhn : sous-genre Mecodium
- Hymenophyllum applanatum (A.M.Gray & R.G.Williams) Ebihara & K.Iwats. : sous-genre Sphaerocionium
- Hymenophyllum apterum Bosch : sous-genre Sphaerocionium
- Hymenophyllum apteryx M.Kessler & Sundue : sous-genre indéterminé
- Hymenophyllum arbuscula Desv. : sous-genre Sphaerocionium
- Hymenophyllum archboldii (Copel.) C.V.Morton : sous-genre Hymenophyllum
- Hymenophyllum armstrongii (Baker) Kirk : sous-genre Hymenophyllum
- Hymenophyllum asperulum Kunze : voir Hymenophyllum tunbridgense var. asperulum (Kunze) Diem & J.S.Licht.
- Hymenophyllum asplenioides (Sw.) Sw. : sous-genre Hymenoglossum
  - Hymenophyllum asplenioides var. palmatum Klotzsch ex Fée : sous-genre Hymenoglossum
- Hymenophyllum assamense Gand. : sous-genre Globosa
- Hymenophyllum assurgens M.Kessler & A.R.Sm. : sous-genre indéterminé
- Hymenophyllum asterothrix Kunze : sous-genre Sphaerocionium
- Hymenophyllum atrosanguineum Bosch : sous-genre Mecodium
- Hymenophyllum atrovirens Christ : voir Hymenophyllum subrigidum Christ
- Hymenophyllum atrovirens Fée & L'Herm. : voir Hymenophyllum fucoides var. atrovirens (Fée & L'Herm.) Krug
- Hymenophyllum atrovirens Colenso : voir Hymenophyllum australe var. atrovirens (Colenso) Alderw.
- Hymenophyllum attenuatum Hook. : voir Hymenophyllum magellanicum var. attenuatum (Hook.) Luetzelb.
- Hymenophyllum aucklandicum Bosch  : sous-genre Globosa
- Hymenophyllum australe Willd. : sous-genre Globosa
  - Hymenophyllum australe var. atrovirens (Colenso) Alderw. : sous-genre Globosa
  - Hymenophyllum australe var. crispatum (Wall. ex Hook. & Grev.) Bonap. : sous-genre Globosa
  - Hymenophyllum australe var. tasmanicum (Bosch) Bonap. : sous-genre Globosa
- Hymenophyllum austrosinicum Ching : sous-genre Hymenophyllum
- Hymenophyllum axillare Raddi : voir Vandenboschia rupestris (Raddi) Ebihara & K.Iwats.
- Hymenophyllum axillare Sw. : sous-genre Mecodium

## B
- Hymenophyllum babindae Watts : sous-genre Hymenophyllum
- Hymenophyllum badium Hook. & Grev. : sous-genre Globosa
- Hymenophyllum baileyanum Domin : sous-genre Hymenophyllum
- Hymenophyllum bakeri Copel. : sous-genre Hymenophyllum
- Hymenophyllum balansae E.Fourn. : sous-genre Globosa
- Hymenophyllum baldwinii D.C.Eaton : voir Callistopteris baldwinii (D.C.Eaton) Copel.
- Hymenophyllum balfourii Baker : sous-genre Mecodium
- Hymenophyllum bamlerianum Rosenst. : sous-genre Globosa
- Hymenophyllum barbatum (Bosch) Baker : sous-genre Hymenophyllum
- Hymenophyllum bartlettii (Copel.) C.V.Morton : sous-genre Hymenophyllum
- Hymenophyllum batuense Rosenst. : sous-genre Hymenophyllum
- Hymenophyllum bertoroi Hook. : sous-genre Sphaerocionium
- Hymenophyllum beyrichianum Kunze : sous-genre Sphaerocionium
- Hymenophyllum bibraianum J.W.Sturm : sous-genre Myrmecostylum
- Hymenophyllum bicolanum Copel. : sous-genre Hymenophyllum
- Hymenophyllum bifarium Mett. ex Sadeb. : voir Hymenophyllum mnioides Baker
- Hymenophyllum bismarckianum Christ : sous-genre Globosa
- Hymenophyllum bivalve (G.Forst.) Sw. : sous-genre Hymenophyllum
- Hymenophyllum bivalve J.Sm. : voir Hymenophyllum serrulatum (C.Presl) C.Chr.
- Hymenophyllum blandum Racib. : sous-genre Hymenophyllum
- Hymenophyllum blepharodes C.Presl : sous-genre Hymenophyllum
- Hymenophyllum blumeanum Spreng. : voir Hymenophyllum polyanthos var. blumeanum (Spreng.) Krug
  - Hymenophyllum blumeanum var. novoguineense Rosenst. : voir Hymenophyllum novoguineense (Rosenst.) K.Iwats.
- Hymenophyllum bontocense Copel. : sous-genre Hymenophyllum
- Hymenophyllum borneense Hook. : sous-genre Sphaerocionium
- Hymenophyllum boryanum Willd. : sous-genre Sphaerocionium
- Hymenophyllum boschii Rosenst. : sous-genre Hymenophyllum
- Hymenophyllum botryoides Bosch : sous-genre Mecodium
- Hymenophyllum bougainvillense Jeff W.Grimes : sous-genre Hymenophyllum
- Hymenophyllum boutonii Baker : sous-genre Sphaerocionium
- Hymenophyllum brachyglossum A.Br. ex Kunze : sous-genre Hymenophyllum
- Hymenophyllum brachypus Sodiro : sous-genre Sphaerocionium
- Hymenophyllum braithwaitei Ebihara & K.Iwats. : sous-genre Sphaerocionium
- Hymenophyllum brasilianum (Fée) Rosenst. : sous-genre Sphaerocionium
- Hymenophyllum brassii C.Chr. : sous-genre Hymenophyllum
- Hymenophyllum breutelii (C.Presl) Bosch : voir Hymenophyllum polyanthos(Sw.) Sw.
- Hymenophyllum breve Rosenst. : sous-genre Mecodium
- Hymenophyllum brevidens Alderw. : sous-genre Hymenophyllum
- Hymenophyllum brevifrons Kunze : sous-genre Mecodium
- Hymenophyllum brevistipes Lindm. : sous-genre Mecodium
- Hymenophyllum bridgesii Hook. : voir Hymenophyllum dentatum Cav.
- Hymenophyllum bryophilum C.Chr. : sous-genre Hymenophyllum
- Hymenophyllum buchtienii Rosenst. : sous-genre Sphaerocionium

## C
- Hymenophyllum caespitosum Christ : voir Hymenophyllum glebarium Christ
- Hymenophyllum caespitosum Fée	: Homonymie non levée
- Hymenophyllum caespitosum Gaudich. : sous-genre Hymenophyllum
- Hymenophyllum calodictyon Bosch : voir Hymenophyllum fucoides var. calodictyon (Bosch) Stolze
- Hymenophyllum campanulatum Christ : sous-genre Hymenophyllum
- Hymenophyllum canaliculatum Mart. : voir probablement Hymenophyllum caudiculatum Mart.
  - Hymenophyllum canaliculatum var. productum (C.Presl) C.Chr. : voir Hymenophyllum caudiculatum var. productum (C.Presl) Lellinger
- Hymenophyllum caparaoense Brade : sous-genre Sphaerocionium
- Hymenophyllum capense Schrad. : sous-genre Mecodium
- Hymenophyllum capillaceum Roxb. : sous-genre Mecodium
- Hymenophyllum capillare Desv. : sous-genre Sphaerocionium
  - Hymenophyllum capillare f. major Rosenst. ex Bonap. : sous-genre Sphaerocionium
  - Hymenophyllum capillare var. alternialatum (Pic.Serm.) Faden : sous-genre Sphaerocionium
- Hymenophyllum capurroi de la Sota : sous-genre Sphaerocionium
- Hymenophyllum cardunculus C.Chr. : sous-genre Hymenophyllum
- Hymenophyllum carnosum Christ : sous-genre Mecodium
- Hymenophyllum catherinae Hook. : sous-genre Sphaerocionium
- Hymenophyllum caudatellum Christ : sous-genre Sphaerocionium
- Hymenophyllum caudatum Bosch : voir Hymenophyllum caudiculatum var. caudatum (Bosch) Hook. & Baker
- Hymenophyllum caudiculatum Mart. : sous-genre Globosa
  - Hymenophyllum caudiculatum var. caudatum (Bosch) Hook. & Baker : sous-genre Globosa
  - Hymenophyllum caudiculatum var. productum (C.Presl) Lellinger : sous-genre Globosa
- Hymenophyllum caulopteron Fée : voir Hymenophyllum ciliatum (Sw.) Sw.
- Hymenophyllum ceratophylloides Christ : sous-genre Sphaerocionium
- Hymenophyllum cernuum A.Gepp : sous-genre Hymenophyllum
- Hymenophyllum cheesemanni Baker : sous-genre Hymenophyllum
- Hymenophyllum chiloense Hook. : sous-genre Hymenophyllum
- Hymenophyllum chrysothrix Sturm : sous-genre Sphaerocionium
- Hymenophyllum ciliatum (Sw.) Sw. : sous-genre Sphaerocionium
  - Hymenophyllum ciliatum f. tuberosa Rosenst. : sous-genre Sphaerocionium
  - Hymenophyllum ciliatum var. abbreviata Rosenst. : sous-genre Sphaerocionium
  - Hymenophyllum ciliatum var. crispatum Baker : sous-genre Sphaerocionium
  - Hymenophyllum ciliatum var. majus Tardieu : sous-genre Sphaerocionium
  - Hymenophyllum ciliatum var. nudipes Kunze : sous-genre Sphaerocionium
  - Hymenophyllum ciliatum var. ornifolium (Rchb.) Kunze : sous-genre Sphaerocionium
  - Hymenophyllum ciliatum var. splendidum (Bosch) J.Bommer : voir Hymenophyllum splendidum Bosch
- Hymenophyllum cincinnatum A.Gepp : sous-genre Hymenophyllum
- Hymenophyllum clavatum (Sw.) Sw. : voir Hymenophyllum polyanthos var. clavatum (Sw.) Duss
- Hymenophyllum clemensiae Copel. : sous-genre Hymenophyllum
- Hymenophyllum cocosense A.Rojas : sous-genre Sphaerocionium
- Hymenophyllum coloratum A.Br. ex Bosch : sous-genre Mecodium
- Hymenophyllum commutatum (C.Presl) C.Presl : sous-genre Sphaerocionium
- Hymenophyllum commutatum Bosch : voir Hymenophyllum ciliatum (Sw.) Sw.
- Hymenophyllum compactum Bonap : sous-genre Mecodium
- Hymenophyllum consanguineum C.V.Morton : sous-genre Sphaerocionium
- Hymenophyllum constrictum Hayata : voir Hymenophyllum hayatai Masam.
- Hymenophyllum constrictum Christ : sous-genre Sphaerocionium
- Hymenophyllum contextum Rosenst. : sous-genre Mecodium
- Hymenophyllum contiguum (D.A.Sm.) Tindale : sous-genre Mecodium
- Hymenophyllum contortum Bosch : sous-genre Mecodium
- Hymenophyllum contractile Sodiro : sous-genre Sphaerocionium
- Hymenophyllum convolutum Bosch : sous-genre Mecodium
- Hymenophyllum copelandianum (Bosch) Alderw. : sous-genre Globosa
- Hymenophyllum copelandii C.V.Morton : sous-genre Mecodium
- Hymenophyllum coreanum Nakai : sous-genre Mecodium
- Hymenophyllum corrugatum Christ : sous-genre Mecodium
  - Hymenophyllum corrugatum var. elongatum Christ : sous-genre Mecodium
- Hymenophyllum corticola Hook. in Thwaites : sous-genre Sphaerocionium
- Hymenophyllum costaricanum Bosch : sous-genre Mecodium
  - Hymenophyllum costaricanum var. emarginatum Rosenst. : sous-genre Mecodium
- Hymenophyllum crassipetiolatum Stolze : sous-genre Sphaerocionium
- Hymenophyllum crispato-alatum Hayata : sous-genre Globosa
  - Hymenophyllum crispato-alatum f. remotipinnum Hayata : sous-genre Globosa
- Hymenophyllum crispatulum Bosch : sous-genre Sphaerocionium
- Hymenophyllum crispatum Wall. ex Hook. & Grev. : voir Hymenophyllum australe var. crispatum (Wall. ex Hool. & Grev.) Bonap.
- Hymenophyllum crispum Kunth : sous-genre Sphaerocionium
  - Hymenophyllum crispum var. bipinnatisectum C.V.Morton : sous-genre Sphaerocionium
- Hymenophyllum crispum Nees & Blume : voir Hymenophyllum australe Willd.
  - Hymenophyllum crispum var. brasiliana Fée : voir Hymenophyllum brasilianum (Fée) Rosent.
- Hymenophyllum cristatum Hook. & Grev. : sous-genre Hymenophyllum
- Hymenophyllum cristulatum Rosenst. : sous-genre Myrmecostylum
- Hymenophyllum cruegeri Müll.Berol. : sous-genre Sphaerocionium
- Hymenophyllum cruentum Cav. : sous-genre Hymenoglossum
- Hymenophyllum crugeri Müll.Berol. : voir Hymenophyllum cruegeri Müll.Berol.
- Hymenophyllum cubense Sturm : sous-genre Sphaerocionium
- Hymenophyllum cumingii Bosch : voir Hymenophyllum badium Hook. & Grev.
- Hymenophyllum cumingii C.Presl : voir Hymenophyllum cuneatum Kunze
- Hymenophyllum cuneatum Kunze : sous-genre Mecodium
  - Hymenophyllum cuneatum f. imbricata C.Chr. & Skottsb. : sous-genre Mecodium
  - Hymenophyllum cuneatum var. rariforme C.Chr. & Skottsb. : sous-genre Mecodium
  - Hymenophyllum cuneatum var. terminale (Phil.) Looser : sous-genre Mecodium
  - Hymenophyllum cuneatum var. typicum C.Chr. & Skottsb. : sous-genre Mecodium
- Hymenophyllum cupressiforme Labill. : sous-genre Hymenophyllum

## D
- Hymenophyllum daedaleum Blume : sous-genre Globosa
- Hymenophyllum darwinii Hook.f. : voir Hymenophyllum abruptum Hook.
- Hymenophyllum decurrens (Jacq.) Sw. : sous-genre Mecodium
  - Hymenophyllum decurrens var. sieberianum C.Presl : sous-genre Mecodium
- Hymenophyllum dejectum Baker : voir Hymenophyllopsis dejecta (Baker) K.I.Goebel
- Hymenophyllum delavayi Christ : sous-genre Hymenophyllum
- Hymenophyllum delicatissimum Fée : sous-genre Sphaerocionium
- Hymenophyllum delicatulum Sehnem : sous-genre Sphaerocionium
- Hymenophyllum deltoideum (Christ) Lellinger : sous-genre Hymenophyllum
- Hymenophyllum demissum (G.Forst.) Sw. : sous-genre Globosa
- Hymenophyllum dendritis Rosenst. : sous-genre Mecodium
- Hymenophyllum densifolium Phil. : sous-genre Hymenophyllum
- Hymenophyllum densum Wall. : sous-genre indéterminé
- Hymenophyllum dentatum Cav. : sous-genre Hymenophyllum
- Hymenophyllum denticulatum Sw. : sous-genre Hymenophyllum
  - Hymenophyllum denticulatum var. flaccidum (Bosch) C.B.Clarke : voir Hymenophyllum khasianum Baker
  - Hymenophyllum denticulatum var. neesii C.Chr. : sous-genre Hymenophyllum
- Hymenophyllum dependens C.V.Morton : sous-genre Sphaerocionium
- Hymenophyllum deplanchei Mett. : sous-genre Hymenophyllum
- Hymenophyllum dichotomum Cav. : sous-genre Hymenophyllum
- Hymenophyllum dichotomum Nees & Blume : voir Hymenophyllum dichotomum var. neeseii C.Chr.
  - Hymenophyllum dichotomum var. neeseii C.Chr. : sous-genre Hymenophyllum
  - Hymenophyllum dichotomum var. krauseanum (Phil.) C.Chr. : voir  Hymenophyllum krauseanum Phil.
- Hymenophyllum dicranotrichum (C.Presl) Sadeb. : sous-genre Hymenophyllum
- Hymenophyllum digitatum (Sw.) Fosberg : sous-genre Sphaerocionium
- Hymenophyllum dilatatum (G.Forst.) Sw. : sous-genre Diploöphyllum
  - Hymenophyllum dilatatum var. amplum Christ : sous-genre Diploöphyllum
  - Hymenophyllum dilatatum var. formosum Brack. : voir Hymenophyllum formosum Brack.
- Hymenophyllum dilatatum Blume : voir Hymenophyllum junghuhnii Bosch
- Hymenophyllum dimidiatum Mett. : sous-genre Hymenophyllum
- Hymenophyllum dimorphum Christ : sous-genre Sphaerocionium
- Hymenophyllum dipteroneuron A.Br. ex Kunze : voir Hymenophyllum fuscum (Blume) Bosch
- Hymenophyllum discosum Christ : sous-genre Mecodium
- Hymenophyllum divaricatum Sodiro : voir Hymenophyllum alveolatum C.Chr.
- Hymenophyllum divaricatum Bosch : sous-genre Sphaerocionium
- Hymenophyllum diversilabium (Copel.) C.V.Morton : sous-genre Mecodium
- Hymenophyllum diversilobum (C.Presl) Fée : sous-genre Sphaerocionium
- Hymenophyllum dregeanum C.Presl  : sous-genre Hymenophyllum
- Hymenophyllum durandii Christ : sous-genre Sphaerocionium
- Hymenophyllum dusenii Christ : sous-genre Hymenophyllum

## E
- Hymenophyllum eboracense Croxall : sous-genre Globosa
- Hymenophyllum ectocarpon Fée : sous-genre Hymenophyllum
- Hymenophyllum edanoi (Copel.) C.V.Morton : sous-genre Globosa
- Hymenophyllum edentulum (Bosch) C.Chr. : sous-genre Hymenophyllum
- Hymenophyllum elasticum Bory : sous-genre Sphaerocionium
- Hymenophyllum elatius Christ  : sous-genre Sphaerocionium
- Hymenophyllum elberti Rosenst. : sous-genre Hymenophyllum
- Hymenophyllum elegans Spreng. : sous-genre Sphaerocionium
  - Hymenophyllum elegans f. minus C.V.Morton : sous-genre Sphaerocionium
- Hymenophyllum elegantissimum Fée : sous-genre Sphaerocionium
- Hymenophyllum elegantulum Bosch : sous-genre Sphaerocionium
  - Hymenophyllum elegantulum var. petiolulatum C.V.Morton : sous-genre Sphaerocionium
- Hymenophyllum ellipticosorum Alderw. : sous-genre Hymenophyllum
- Hymenophyllum elongatum Jeff W.Grimes : sous-genre Hymenophyllum
- Hymenophyllum emarginatum Sw. : sous-genre Globosa
- Hymenophyllum emersum Baker : sous-genre Hymenophyllum
- Hymenophyllum endiviifolium Desv. : voir Hymenophyllum myriocarpum var. endiviifolium (Desv.) Stolze
- Hymenophyllum epiphyticum J.W.Moore : sous-genre Mecodium
- Hymenophyllum erecto-alatum Colenso : sous-genre Globosa
- Hymenophyllum eriophorum Bosch : sous-genre Sphaerocionium
- Hymenophyllum erosum Blume : sous-genre Globosa
- Hymenophyllum exiguum Bedd. : voir Didymoglossum exiguum (Bedd.) Copel.
- Hymenophyllum eximium Kunze : sous-genre Globosa
- Hymenophyllum exsertum Wall. : sous-genre Hymenophyllum

## F
- Hymenophyllum falklandicum Baker : sous-genre Hymenophyllum
  - Hymenophyllum falklandicum f. andinum Diem & J.S.Licht. : sous-genre Hymenophyllum
  - Hymenophyllum falklandicum var. elongatum Diem & J.S.Licht. : sous-genre Hymenophyllum
- Hymenophyllum farallonense Hieron. : sous-genre Mecodium
- Hymenophyllum fastigiosum Christ : voir Hymenophyllum khasianum Baker
- Hymenophyllum fecundum Bosch : sous-genre Mecodium
- Hymenophyllum feejeense Brack. : voir Hymenophyllum multifidum (G.Forst.) Sw.
- Hymenophyllum fendlerianum J.W.Sturm : sous-genre Mecodium
- Hymenophyllum ferax Bosch : sous-genre Mecodium
- Hymenophyllum ferrugineum Colla : sous-genre Sphaerocionium
  - Hymenophyllum ferrugineum var. donatii Looser : sous-genre Sphaerocionium
- Hymenophyllum filicula Bory : voir Crepidomanes bipunctatum (Poir.) Copel.
- Hymenophyllum filmenofilicum Christenh. & Schwartsb. : sous-genre Sphaerocionium
- Hymenophyllum fimbriatum J.Sm. : sous-genre Globosa
- Hymenophyllum firmum Alderw. : sous-genre Hymenophyllum
- Hymenophyllum flabellatum Labill. : sous-genre Pleuromanes
- Hymenophyllum flaccidum Bosch : sous-genre Mecodium
- Hymenophyllum flaccidum (Bosch) Baker : voir Hymenophyllum khasianum Baker
- Hymenophyllum flavo-aureum Bory : sous-genre Sphaerocionium
- Hymenophyllum flexile Makino : sous-genre Globosa
- Hymenophyllum flexuosum A.Cunn. : sous-genre Globosa
- Hymenophyllum floribundum Kunth : sous-genre Mecodium
- Hymenophyllum foersteri Rosenst. : sous-genre Hymenophyllum
- Hymenophyllum formosum Brack. : sous-genre Globosa
- Hymenophyllum foxworthyi Copel. : sous-genre Pleuromanes
- Hymenophyllum fragile (Hedw.) C.V.Morton : sous-genre Sphaerocionium
  - Hymenophyllum fragile var. venustum (Desv.) C.V.Morton  : sous-genre Sphaerocionium
- Hymenophyllum francavillei Bosch : sous-genre Sphaerocionium
- Hymenophyllum francii (Christ) Ebihara & K.Iwats. : sous-genre Hymenophyllum
- Hymenophyllum frankliniae Colenso : sous-genre Sphaerocionium
- Hymenophyllum franklinianum Colenso : voir Hymenophyllum aeruginosum var. franklinianum (Colenso) Hook.
- Hymenophyllum fraseri Mett. ex E.Fourn. : sous-genre Sphaerocionium
- Hymenophyllum fraternum C.Presl : sous-genre Mecodium
- Hymenophyllum fraternum Harr. : voir Hymenophyllum fimbriatum J.Sm.
- Hymenophyllum fuciforme Sw. : sous-genre Fuciformia
- Hymenophyllum fucoides (Sw.) Sw. : sous-genre Hymenophyllum
  - Hymenophyllum fucoides var. atrovirens (Fée & L'Herm.) Krug : sous-genre Hymenophyllum
  - Hymenophyllum fucoides var. calodictyon (Bosch) Stolze : sous-genre Hymenophyllum
  - Hymenophyllum fucoides var. chachapoyense Stolze : sous-genre Hymenophyllum
  - Hymenophyllum fucoides var. cristatum (Hook. & Grev.) Hieron. : voir Hymenophyllum cristatum Hook. & Grev.
  - Hymenophyllum fucoides var. frigidum Liebm. : sous-genre Hymenophyllum
  - Hymenophyllum fucoides var. integrum Kuhn : sous-genre Hymenophyllum
  - Hymenophyllum fucoides var. pedicellatum (Kunze ex Klotzsch) Hieron. : sous-genre Hymenophyllum
- Hymenophyllum fucoides Cav. : voir Hymenophyllum fuciforme Sw.
- Hymenophyllum fuertesii Brause : sous-genre Sphaerocionium
- Hymenophyllum fujisanense Nakai : sous-genre Mecodium
- Hymenophyllum fulvum Bosch : sous-genre Sphaerocionium
- Hymenophyllum fumarioides Bory ex Willd. : sous-genre Mecodium
- Hymenophyllum funckii Bosch : sous-genre Mecodium
- Hymenophyllum fuscum (Blume) Bosch : sous-genre Hymenophyllum
- Hymenophyllum fusugasugense H.Karst. ex J.W.Sturm : sous-genre Sphaerocionium
  - Hymenophyllum fusugasugense var. aberrans C.V.Morton : voir Hymenophyllum tomentosum Kunze

## G
- Hymenophyllum gardneri Bosch : sous-genre Hymenophyllum
- Hymenophyllum gardnerianum J.W.Sturm : sous-genre Sphaerocionium
- Hymenophyllum geluense Rosenst. : sous-genre Hymenophyllum
- Hymenophyllum glaziovii Baker : sous-genre Sphaerocionium
- Hymenophyllum glebarium Christ : sous-genre Hymenophyllum
- Hymenophyllum gollmeri Bosch : sous-genre Mecodium
- Hymenophyllum gorgoneum Copel. : sous-genre Hymenophyllum
- Hymenophyllum gracile Bory : sous-genre Mecodium
- Hymenophyllum gracilescens Domin : sous-genre Hymenophyllum
- Hymenophyllum gracilius Copel. : sous-genre Mecodium
- Hymenophyllum grandis Lellinger -	sous-genre non déterminé
- Hymenophyllum gratum Fée : voir Hymenophyllum hirsutum var. gratum (Fée) Proctor
- Hymenophyllum grevilleanum C.Presl : voir Hymenophyllum polyanthos Sw.
- Hymenophyllum gunnii Bosch ex Baker : sous-genre Mecodium

## H
- Hymenophyllum haematochroum Mett. : sous-genre Hymenophyllum
- Hymenophyllum halconeuse Copel. : sous-genre Hymenophyllum
- Hymenophyllum hallierii Rosenst. : sous-genre Hymenophyllum
- Hymenophyllum hamuliferum Alderw. : sous-genre Hymenophyllum
- Hymenophyllum hayatai Masam. : sous-genre Mecodium
- Hymenophyllum heimii Tardieu : sous-genre Hymenoglossum
- Hymenophyllum helicoideum Sodiro : sous-genre Mecodium
- Hymenophyllum hemidimorphum R.C.Moran & B.Øllg. : sous-genre Sphaerocionium
- Hymenophyllum hemipteron Rosenst. : sous-genre Sphaerocionium
  - Hymenophyllum hemipteron f. acroptera Rosenst. : sous-genre Sphaerocionium
  - Hymenophyllum hemipteron f. 'minor Rosenst. : sous-genre Sphaerocionium
- Hymenophyllum henkelii Sim : sous-genre Mecodium
- Hymenophyllum henryi Baker : sous-genre Hymenophyllum
- Hymenophyllum herterianum Brause  : sous-genre Hymenophyllum
- Hymenophyllum herzogii Rosenst. : sous-genre Mecodium
- Hymenophyllum hieronymi (Brause) C.Chr. : sous-genre Hymenophyllum
- Hymenophyllum himalaianum Bosch : sous-genre Mecodium
- Hymenophyllum hirsutum (L.) Sw. : sous-genre Sphaerocionium
  - Hymenophyllum hirsutum var. gratum (Fée) Proctor : sous-genre Sphaerocionium
  - Hymenophyllum hirsutum var. lanatum (Fée) Duss : voir Hymenophyllum lanatum Fée
  - Hymenophyllum hirsutum var. latifrons (Bosch) Hook. & Baker : sous-genre Sphaerocionium
- Hymenophyllum hirtellum Sw. : sous-genre Sphaerocionium
- Hymenophyllum holochilum (Bosch) C.Chr. : sous-genre Hymenophyllum
- Hymenophyllum holotrichum Peter : sous-genre Sphaerocionium
- Hymenophyllum hookeri Bory : sous-genre Pleuromanes
- Hymenophyllum horizontale C.V.Morton : sous-genre Sphaerocionium
- Hymenophyllum hosei Copel. : sous-genre Hymenophyllum
- Hymenophyllum houstonii Jenman : sous-genre Hymenophyllum
- Hymenophyllum howense Brownlie : sous-genre Hymenophyllum
- Hymenophyllum humbertii C.Chr. : sous-genre Hymenophyllum
- Hymenophyllum humboldtianum E.Fourn. : sous-genre Globosa
- Hymenophyllum humile Nees & Blume : voir Hymenophyllum denticulatum Sw.
- Hymenophyllum hygrometricum (Poir.) Desv. : sous-genre Sphaerocionium

## I
- Hymenophyllum imbricatum Colenso : voir Hymenophyllum rarum R.Br.
- Hymenophyllum imbricatum Blume : sous-genre Globosa
- Hymenophyllum imbricatum Kunze : voir Callistopteris polyantha (Hook.) Copel.
- Hymenophyllum inaequale (Poir.) Desv. : sous-genre Mecodium
- Hymenophyllum inclinatum Bosch : sous-genre Globosa
- Hymenophyllum infortunatum Bory : sous-genre Mecodium
- Hymenophyllum integrivalvatum C.Sánchez : sous-genre Hymenophyllum
- Hymenophyllum integrum Bosch : sous-genre Mecodium
- Hymenophyllum intercalatum Christ : sous-genre Sphaerocionium
- Hymenophyllum intermedium Mett. : voir Hymenophyllum hirsutum (L.) Sw.
- Hymenophyllum interruptum Kunze : sous-genre Sphaerocionium
- Hymenophyllum intricatum Bosch : sous-genre Globosa
- Hymenophyllum involucratum Copel. : sous-genre Mecodium
- Hymenophyllum ivohibense Tardieu : sous-genre Sphaerocionium

## J
- Hymenophyllum jalapense Schltdl. & Cham. : sous-genre Mecodium
- Hymenophyllum jamesonii Hook. : sous-genre Hymenophyllum
- Hymenophyllum japonicum Miq. : sous-genre Hymenophyllum
- Hymenophyllum javanicum Spreng. : sous-genre Globosa
  - Hymenophyllum javanicum var. badium (Hook. & Grev.) C.B.Clarke : voir hymenophyllum badium Hook. & Grev.
- Hymenophyllum johorense Holttum : sous-genre Hymenophyllum
- Hymenophyllum junghuhnii Bosch : sous-genre Globosa

## K
- Hymenophyllum kaieteurum Jenman : sous-genre Sphaerocionium
- Hymenophyllum karstenianum J.W.Sturm : sous-genre Sphaerocionium
- Hymenophyllum kerianum Watts : sous-genre Hymenophyllum
- Hymenophyllum khasianum Baker : sous-genre Hymenophyllum
- Hymenophyllum klabatense Christ : sous-genre Hymenophyllum
- Hymenophyllum kohautianum C.Presl : sous-genre Mecodium
- Hymenophyllum krauseanum Phil. : sous-genre Myrmecostylum
- Hymenophyllum kuhnii C.Chr. : sous-genre Mecodium
- Hymenophyllum kurzii Prantl : sous-genre Hymenophyllum

## L
- Hymenophyllum laciniosum Christ : sous-genre Mecodium
- Hymenophyllum laeve Ham. : sous-genre indéterminé
- Hymenophyllum lamellatum Stolze : sous-genre Hymenophyllum
- Hymenophyllum laminatum Copel. : sous-genre Hymenophyllum
- Hymenophyllum lanatum Fée : sous-genre Sphaerocionium
- Hymenophyllum lanceolatum Hook. & Arn. : sous-genre Sphaerocionium
- Hymenophyllum latifolium (Copel.) C.V.Morton : sous-genre Hymenophyllum
- Hymenophyllum latifrons Bosch : voir Hymenophyllum hirsutum var. latifrons (Bosch) Hook. & Baker
- Hymenophyllum latilobum Bonap : sous-genre Globosa
- Hymenophyllum latisorum M.Kessler & A.R.Sm. : sous-genre indéterminé
- Hymenophyllum laxum (Copel.) C.V.Morton : sous-genre Hymenophyllum
- Hymenophyllum ledermannii Brause : sous-genre Hymenophyllum
- Hymenophyllum lehmannii Hieron. : sous-genre Mecodium
- Hymenophyllum leptocarpum Copel. : sous-genre Hymenophyllum
- Hymenophyllum leptodictyon Müll.Berol. : sous-genre Globosa
- Hymenophyllum leratii Rosenst. : sous-genre Pleuromanes
- Hymenophyllum levingei C.B.Clarke : sous-genre Hymenophyllum
- Hymenophyllum lherminieri Mett. ex Kuhn : sous-genre Mecodium
- Hymenophyllum limminghii Bosch : sous-genre Mecodium
- Hymenophyllum lindenii Hook. : sous-genre Sphaerocionium
- Hymenophyllum lindigii Mett. : sous-genre Sphaerocionium
- Hymenophyllum lindsaeoides Baker : voir Sphenomeris odontolabia (Baker) C.Chr.
- Hymenophyllum lineare (Sw.) Sw. : sous-genre Sphaerocionium
  - Hymenophyllum lineare f. tuberosa Rosenst. : sous-genre Sphaerocionium
  - Hymenophyllum lineare var. antillense Jenman : voir Hymenophyllum antillense (Jenman) Jenman
  - Hymenophyllum lineare var. brasiliense Rosenst. : sous-genre Sphaerocionium
  - Hymenophyllum lineare var. dussii Christ ex Duss : sous-genre Sphaerocionium
- Hymenophyllum lingganum Alderw. : sous-genre Hymenophyllum
- Hymenophyllum liukiuense Christ : voir Hymenophyllum riukiuense Christ
- Hymenophyllum lobatoalatum Klotzsch : sous-genre Sphaerocionium
- Hymenophyllum lobato-papillosum Sadeb. : voir Hymenophyllum lobatoalatum Klotzsch
- Hymenophyllum lobbii T.Moore ex Bosch : sous-genre Hymenophyllum
- Hymenophyllum longifolium Alderw. : sous-genre Globosa
- Hymenophyllum longissimum (Ching & Chiu) K.Iwats. : sous-genre Mecodium
- Hymenophyllum lophocarpum Colenso : sous-genre Myrmecostylum
- Hymenophyllum lyallii Hook.f. : sous-genre Sphaerocionium

## M
- Hymenophyllum macgillivrayi (Baker) Copel. : sous-genre Hymenophyllum
- Hymenophyllum macrocarpon W.Schaffn. ex E.Fourn. : sous-genre indéterminé
- Hymenophyllum macrocarpum (C.Presl) Bosch : sous-genre Globosa
- Hymenophyllum macroglossum Bosch : sous-genre Hymenophyllum
- Hymenophyllum macrosorum Alderw. : sous-genre Hymenophyllum
- Hymenophyllum macrothecum Fée : sous-genre Mecodium
- Hymenophyllum maderense Gibby & Lovis : sous-genre Hymenophyllum
- Hymenophyllum magellanicum (Desv.) Kunze : sous-genre Myrmecostylum
  - Hymenophyllum magellanicum var. attenuatum (Hook.) Luetzelb. : sous-genre Myrmecostylum
  - Hymenophyllum magellanicum var. krauseanum (Phil.) C.Chr. : voir Hymenophyllum krauseanum Phil.
- Hymenophyllum malaccense Gand. : sous-genre Globosa
- Hymenophyllum malcolm-smithii Proctor : sous-genre indéterminé
- Hymenophyllum malingii (Hook.) Mett. : sous-genre Sphaerocionium
- Hymenophyllum mannianum Mett. ex Kuhn : sous-genre Hymenophyllum
- Hymenophyllum marginatum Hook. & Grev. : sous-genre Hymenophyllum
- Hymenophyllum marlothii Brause : sous-genre Sphaerocionium
- Hymenophyllum martii J.W.Sturm : sous-genre Globosa
- Hymenophyllum martinicense Bosch : sous-genre Mecodium
- Hymenophyllum mathewsii Bosch : sous-genre Mecodium
- Hymenophyllum maxonii Christ ex C.V.Morton : sous-genre Sphaerocionium
  - Hymenophyllum maxonii var. angustius C.V.Morton : sous-genre Sphaerocionium
- Hymenophyllum mazei E.Fourn. ex Christ : sous-genre Mecodium
- Hymenophyllum megachilum C.Presl : sous-genre Hymenophyllum
- Hymenophyllum megalocarpum Colenso : sous-genre Globosa
- Hymenophyllum megistocarpum (Copel.) C.V.Morton : sous-genre Hymenophyllum
- Hymenophyllum melanocheilos Colenso : sous-genre Hymenophyllum
- Hymenophyllum melanosorum (Copel.) C.V.Morton : sous-genre Hymenophyllum
- Hymenophyllum mentitum Gand. : sous-genre Globosa
- Hymenophyllum menziesii C.Presl : voir Hymenophyllum peltatum var. menziesii (C.Presl) C.Chr.
- Hymenophyllum merrillii Christ : sous-genre Hymenophyllum
- Hymenophyllum mettenii Bosch : sous-genre Hymenophyllum
- Hymenophyllum mexiae (Copel.) C.V.Morton : sous-genre Mecodium
- Hymenophyllum meyenianum (C.Presl) Copel. : sous-genre Hymenophyllum
- Hymenophyllum meyeri C.Presl : sous-genre Hymenophyllum
- Hymenophyllum meyeri Kuhn : voir Hymenophyllum kuhnii C.Chr.
- Hymenophyllum micans Christ : sous-genre Sphaerocionium
- Hymenophyllum micranthum Bosch : sous-genre Globosa
- Hymenophyllum microcarpon Fée : sous-genre Sphaerocionium
- Hymenophyllum microcarpum Desv. : sous-genre Sphaerocionium
  - Hymenophyllum microcarpum var. lanceolatum C.V.Morton : sous-genre Sphaerocionium
- Hymenophyllum microchilum (Baker) C.Chr. : sous-genre Hymenophyllum
- Hymenophyllum microphyllum Mett. : sous-genre Mecodium
  - Hymenophyllum microphyllum var. major Hieron. : sous-genre Mecodium
- Hymenophyllum microsorum Bosch : sous-genre Mecodium
- Hymenophyllum mildbraedii (Brause ex Brause & Hieron.) Alston : sous-genre Hymenophyllum
- Hymenophyllum millefolium Schltdl. & Cham. : sous-genre Mecodium
- Hymenophyllum minimum A.Rich. : sous-genre Hymenophyllum
- Hymenophyllum minuti-denticulatum Ching & P.C.Chiu : sous-genre Hymenophyllum
- Hymenophyllum mirificum C.V.Morton : sous-genre Hymenophyllum
- Hymenophyllum mnioides Baker : sous-genre Mecodium
- Hymenophyllum modestum Bosch : sous-genre Globosa
- Hymenophyllum molle C.V.Morton : sous-genre Sphaerocionium
- Hymenophyllum montanum Kirk : sous-genre Globosa
- Hymenophyllum moorei Baker : sous-genre Hymenophyllum
- Hymenophyllum moritzianum J.W.Sturm : sous-genre Sphaerocionium
- Hymenophyllum mortonianum Lellinger : sous-genre Sphaerocionium
- Hymenophyllum mossambicense (Schelpe) R.R.Schippers : voir probablement Hymenophyllum polyanthos var. mossambicense (Schelpe) Schelpe
- Hymenophyllum multialatum C.V.Morton : sous-genre Sphaerocionium
- Hymenophyllum multifidum (G.Forst.) Sw. : sous-genre Hymenophyllum
- Hymenophyllum multiflorum Rosenst. : sous-genre Mecodium
- Hymenophyllum myriocarpum Hook. : sous-genre Mecodium
  - Hymenophyllum myriocarpum var. endiviifolium (Desv.) Stolze : sous-genre Mecodium
  - Hymenophyllum myriocarpum var. nigrescens (Liebm.) Stolze : voir Hymenophyllum nigrescens Liebm.

## N
- Hymenophyllum nahuelhuapiense Diem & J.S.Licht. : sous-genre Hymenophyllum
- Hymenophyllum nanostellatum Lellinger : sous-genre Sphaerocionium
- Hymenophyllum nanum Sodiro : sous-genre Hymenophyllum
- Hymenophyllum natalense Bosch : sous-genre Mecodium
- Hymenophyllum neesii (Blume) Hook. : sous-genre Hymenophyllum
- Hymenophyllum neozelandicum Gand. : sous-genre Globosa
- Hymenophyllum nephrophyllum Ebihara & K.Iwats. : sous-genre Cardiomanes
- Hymenophyllum nigrescens Liebm. : sous-genre Mecodium
  - Hymenophyllum nigrescens var. gracilis Rosenst. : sous-genre Mecodium
- Hymenophyllum nigricans Kunze : voir Hymenophyllum nigrescens Liebm.
- Hymenophyllum nigricans Colla : sous-genre Myrmecostylum
- Hymenophyllum nitens R.Br. : sous-genre Pleuromanes
- Hymenophyllum nitens Wercklé ex Christ : voir Hymenophyllum micans Christ
- Hymenophyllum nitiduloides Copel. : sous-genre Mecodium
- Hymenophyllum nitidulum (Bosch) Ebihara & K.Iwats. : sous-genre Sphaerocionium
- Hymenophyllum notabile Fée : sous-genre Sphaerocionium
- Hymenophyllum novoguineense (Rosenst.) K.Iwats. : sous-genre Mecodium
- Hymenophyllum nudum (Poir.) Desv. : sous-genre Sphaerocionium
- Hymenophyllum nutantifolium Alderw. : sous-genre Hymenophyllum

## O
- Hymenophyllum obtusum Hook. & Arn. : sous-genre Sphaerocionium
- Hymenophyllum odontophyllum Copel. : sous-genre Hymenophyllum
- Hymenophyllum okadai Masam. : voir Hymenophyllum simonsianum Hook.
- Hymenophyllum oligocarpum Colenso : sous-genre Hymenophyllum
- Hymenophyllum oligosorum Makino : sous-genre Hymenophyllum
- Hymenophyllum omeiense Christ : sous-genre Hymenophyllum
- Hymenophyllum ooides F.Muell. & Baker : sous-genre Mecodium
- Hymenophyllum opacum Copel. : sous-genre Globosa
- Hymenophyllum orbignianum Bosch : sous-genre Sphaerocionium
- Hymenophyllum organense Hook. : sous-genre Sphaerocionium
- Hymenophyllum ornifolium Rchb. : voir Hymenophyllum ciliatum var. ornifolium (Rchb.) Kunze
- Hymenophyllum osmundoides Bosch : sous-genre Mecodium
- Hymenophyllum ovatum Copel. : sous-genre Hymenophyllum
- Hymenophyllum oxyodon Baker : sous-genre Hymenophyllum

## P
- Hymenophyllum pachydermicum Ces. : sous-genre Hymenophyllum
- Hymenophyllum pallidum (Blume) Ebihara & K.Iwats. : sous-genre Pleuromanes
- Hymenophyllum palmatifidum (Müll.Berol.) Ebihara & K.Iwats. : sous-genre Sphaerocionium
- Hymenophyllum palmatum Bosch : sous-genre Hymenophyllum
- Hymenophyllum palmense Rosenst. : sous-genre Sphaerocionium
- Hymenophyllum paniculiflorum C.Presl : sous-genre Mecodium
- Hymenophyllum paniense Ebihara & K.Iwats. : sous-genre Myrmecostylum
- Hymenophyllum pannosum Christ : sous-genre Sphaerocionium
- Hymenophyllum pantotactum Alderw. : sous-genre Globosa
- Hymenophyllum parallelocarpum Hayata : sous-genre Mecodium
- Hymenophyllum parvifolium Baker : voir Crepidomanes parvifolium (Baker) K.Iwats.
- Hymenophyllum parvulum C.Chr. : sous-genre Mecodium
- Hymenophyllum parvum C.Chr. : sous-genre indéterminé
- Hymenophyllum pastoense Hook. : sous-genre Sphaerocionium
- Hymenophyllum patagonicum Gand. : sous-genre Globosa
- Hymenophyllum paucicarpum Jenman : sous-genre Mecodium
- Hymenophyllum pectinatum Cav. : sous-genre Hymenophyllum
- Hymenophyllum pectinatum Nees & Blume : voir Hymenophyllum polyanthos (Sw.) Sw.
- Hymenophyllum pedicellatum Kunze ex Klotzsch : voir Hymenophyllum fucoides var pedicellatum (Kunze ex Klotzsch) Hieron.
- Hymenophyllum pedicularifolium Ces. : sous-genre Hymenophyllum
- Hymenophyllum peltatum (Poir.) Desv. : sous-genre Hymenophyllum
  - Hymenophyllum peltatum var. achalense (Hieron.) Capurro : sous-genre Hymenophyllum
  - Hymenophyllum peltatum var. elegans Diem & J.S.Licht. : sous-genre Hymenophyllum
  - Hymenophyllum peltatum var. elongatum Diem & J.S.Licht. : sous-genre Hymenophyllum
  - Hymenophyllum peltatum var. imbricatum Diem & J.S.Licht. : sous-genre Hymenophyllum
  - Hymenophyllum peltatum var. menziesii (C.Presl) C.Chr. : sous-genre Hymenophyllum
  - Hymenophyllum peltatum var. minor Diem & J.S.Licht. : sous-genre Hymenophyllum
  - Hymenophyllum peltatum var. patagonicum Diem & J.S.Licht. : sous-genre Hymenophyllum
- Hymenophyllum penangianum Matthew & Christ : sous-genre Hymenophyllum
- Hymenophyllum pendulum Bory : sous-genre Sphaerocionium
- Hymenophyllum pendulum Sodiro : voir Hymenophyllum sodiroi C.Chr.
- Hymenophyllum perfissum Copel. : sous-genre Hymenophyllum
- Hymenophyllum perparvulum Alderw. : sous-genre Hymenophyllum
- Hymenophyllum perrieri Tardieu : sous-genre Hymenophyllum
- Hymenophyllum peruvianum Hook. & Grev. : sous-genre Hymenophyllum
- Hymenophyllum physocarpum Christ : sous-genre Globosa
- Hymenophyllum piliferum C.Chr. : sous-genre Hymenophyllum
- Hymenophyllum pilosissimum C.Chr. : sous-genre Sphaerocionium
- Hymenophyllum pilosum Alderw. : sous-genre Hymenophyllum
- Hymenophyllum platylobum Bosch : sous-genre Sphaerocionium
- Hymenophyllum pleiocarpum Alderw. : sous-genre Globosa
- Hymenophyllum plicatum Kaulf. : sous-genre Myrmecostylum
  - Hymenophyllum plicatum var. krauseanum (Phil.) Looser : voir Hymenophyllum krauseanum Phil.
  - Hymenophyllum plicatum var. quadrifidum (Phil.) Looser : sous-genre Myrmecostylum
- Hymenophyllum plumieri Hook. & Grev. : sous-genre Sphaerocionium
- Hymenophyllum plumosum Kaulf. : sous-genre Sphaerocionium
- Hymenophyllum podocarpon Fée : sous-genre Hymenophyllum
- Hymenophyllum poeppigianum C.Presl : sous-genre Mecodium
- Hymenophyllum poilanei Tardieu & C.Chr. : sous-genre Hymenophyllum
- Hymenophyllum pollenianum Rosenst. : sous-genre Mecodium
- Hymenophyllum polyanthon (Sw.) Sw. : voir Hymenophyllum polyanthos (Sw.) Sw.
- Hymenophyllum polyanthos (Sw.) Sw. : sous-genre Mecodium
- Hymenophyllum polyanthos Fée : voir Hymenophyllum subdeltoideum Christ
- Hymenophyllum polyanthos Hook. in Night. : voir Callistopteris polyantha (Hook. in Night.) Copel.
- Hymenophyllum polyanthos Matsum. : voir Hymenophyllum polyanthos var. blumeanum (Spreng.) Krug
  - Hymenophyllum polyanthos var. andinum Krug : voir Hymenophyllum andinum Bosch
  - Hymenophyllum polyanthos var. blumeanum (Spreng.) Krug : sous-genre Mecodium
  - Hymenophyllum polyanthos var. clavatum (Sw.) Duss : sous-genre Mecodium
  - Hymenophyllum polyanthos var. contiguum Croxall : sous-genre Mecodium
  - Hymenophyllum polyanthos var. kuhnii (C.Chr.) Schelpe : voir Hymenophyllum kuhnii C.Chr.
  - Hymenophyllum polyanthos var. mildbraedii (Brause ex Brause & Hieron.) Schelpe : voir Hymenophyllum mildbraedii (Brause ex Brause & Hieron.) Alston in Exell
  - Hymenophyllum polyanthos var. minor Bedd. : voir Hymenophyllum tenellum D.Don
  - Hymenophyllum polyanthos var. mossambicense (Schelpe) Schelpe : sous-genre Mecodium
  - Hymenophyllum polyanthos var. protrusum (Hook.) Farw. : sous-genre Mecodium
  - Hymenophyllum polyanthos var. reductum Jenman : sous-genre Mecodium
  - Hymenophyllum polyanthos var. sanguinolentum Jenman : sous-genre Mecodium
  - Hymenophyllum polyanthos var. sturmii (Bosch) Angely : sous-genre Mecodium
- Hymenophyllum polyanthum Hook. : voir Callistopteris polyantha (Hook.) Copel.
- Hymenophyllum polycarpum Mett. ex Kuhn : sous-genre Mecodium
- Hymenophyllum polychilum Colenso : sous-genre Globosa
- Hymenophyllum polyodon Baker : sous-genre Hymenophyllum
- Hymenophyllum pooli Baker : sous-genre Sphaerocionium
- Hymenophyllum portoricense Kuhn : sous-genre Sphaerocionium
- Hymenophyllum praetervisum Christ : sous-genre Hymenophyllum
  - Hymenophyllum praetervisum var. australiense Domin : sous-genre Hymenophyllum
- Hymenophyllum preslii (Bosch) Rosenst. : sous-genre Hymenophyllum
- Hymenophyllum prionema Kunze ex J.W.Sturm : sous-genre Sphaerocionium
- Hymenophyllum procerum Bosch : voir Hymenophyllum trichophyllum Kunth
- Hymenophyllum proctoris C.Sánchez : sous-genre Sphaerocionium
- Hymenophyllum producens Fée : sous-genre Sphaerocionium
- Hymenophyllum productoides J.W.Moore : sous-genre Globosa
- Hymenophyllum productum Kunze : sous-genre Globosa
- Hymenophyllum productum (C.Presl) J.W.Sturm : voir Hymenophyllum caudatum var. productum (C.Presl) Lellinger
- Hymenophyllum productum (C.Presl) C.Chr. : voir Hymenophyllum caudatum var. productum (C.Presl) Lellinger
- Hymenophyllum prostratum Mett. : voir Hymenophyllum trianae Hieron
- Hymenophyllum protrusum Hook. : voir Hymenophyllum polyanthos var. protrusum (Hook.) Farw.
- Hymenophyllum pseudotunbridgense Watts : sous-genre Hymenophyllum
- Hymenophyllum pteropodum Bosch : sous-genre Sphaerocionium
- Hymenophyllum puellum Ces. : voir genre Abrodictyum
- Hymenophyllum pulchellum Schltdl. & Cham. : sous-genre Sphaerocionium
- Hymenophyllum pulcherrimum Colenso : sous-genre Fuciformia
- Hymenophyllum pulchrum Copel. : sous-genre Hymenophyllum
- Hymenophyllum pumilio Rosenst. : sous-genre Hymenophyllum
- Hymenophyllum pumilum C.Moore : sous-genre Hymenophyllum
- Hymenophyllum punctisorum Rosenst. : sous-genre Mecodium
- Hymenophyllum pusillum Colenso : voir Hymenophyllum tunbridgense (L) Sm.
- Hymenophyllum pusillum Schott ex J.W.Sturm : sous-genre Mecodium
- Hymenophyllum pycnocarpum Bosch : voir Hymenophyllum polyanthos var. blumeanum (Spreng.) Krug
- Hymenophyllum pygmaeum Colenso : sous-genre Hymenophyllum
- Hymenophyllum pyramidatum Desv. : sous-genre Sphaerocionium
  - Hymenophyllum pyramidatum var. lobatoalata (Klotzsch) Hieron. : voir Hymenophyllum lobatoalatum Klozsch
- Hymenophyllum pyriforme Bosch : sous-genre Hymenophyllum

## Q
- Hymenophyllum quadrifidum Phil. : voir Hymenophyllum plicatum var. quadrifidum (Phil.) Looser
- Hymenophyllum quetrihuense Diem & J.S.Licht. : sous-genre Hymenophyllum
  - Hymenophyllum quetrihuense f. nanum Diem & J.S.Licht. : sous-genre Hymenophyllum

## R
- Hymenophyllum raapii Gand. : sous-genre Globosa
- Hymenophyllum raddianum Müll.Berol. : sous-genre Sphaerocionium
- Hymenophyllum ramosii Copel. : sous-genre Hymenophyllum
- Hymenophyllum ramosissimum Ham. ex D.Don : voir genre Sphenomeris
- Hymenophyllum rarum R.Br. : sous-genre Mecodium
- Hymenophyllum recurvum Gaudich. : sous-genre Mecodium
- Hymenophyllum reductum Copel. : sous-genre Hymenophyllum
- Hymenophyllum refrondescens Sodiro : voir Hymenophyllum sericeum var. refrondescens (Sodiro) Sodiro
- Hymenophyllum reinwardtii Bosch : sous-genre Globosa
- Hymenophyllum remotipinna Bonap : sous-genre Mecodium
- Hymenophyllum remotum Bosch : sous-genre Sphaerocionium
- Hymenophyllum reniforme Hook. : sous-genre Mecodium
- Hymenophyllum repens Dulac : sous-genre Hymenophyllum
- Hymenophyllum retusilobum Hayata : sous-genre Globosa
- Hymenophyllum revolutum Colenso : sous-genre Hymenophyllum
- Hymenophyllum ricciaefolium Bory ex Willd. : sous-genre Hymenophyllum
- Hymenophyllum rimbachii Sodiro : sous-genre Mecodium
- Hymenophyllum ringens Christ : sous-genre Hymenophyllum
- Hymenophyllum riukiuense Christ : sous-genre Globosa
- Hymenophyllum rolandi-principis Rosenst. : sous-genre Hymenophyllum
- Hymenophyllum roraimense C.V.Morton : sous-genre Sphaerocionium
- Hymenophyllum rosenstockii Brause : sous-genre Hymenophyllum
- Hymenophyllum rubellum Rosenst. : sous-genre Hymenophyllum
- Hymenophyllum rufescens Kirk : sous-genre Pleuromanes
- Hymenophyllum rufifolium Alderw. : sous-genre Hymenophyllum
- Hymenophyllum rufifrons Alderw. : sous-genre Hymenophyllum
- Hymenophyllum rufofibrillosum Ching & Z.Y.Liu : sous-genre Hymenophyllum
- Hymenophyllum rufum Fée : sous-genre Sphaerocionium
  - Hymenophyllum rufum f. pseudocarpa Rosenst. : sous-genre Sphaerocionium
- Hymenophyllum rugosum C.Chr. & Skottsb. : sous-genre Hymenophyllum
  - Hymenophyllum rugosum f. lanceolata C.Chr. & Skottsb. : sous-genre Hymenophyllum
- Hymenophyllum ruizianum (Klotzsch) Kunze : sous-genre Sphaerocionium
- Hymenophyllum rupestre Raddi : voir Vandenboschia rupestris (Raddi) Ebihara & K.Iwats.
- Hymenophyllum rutaefolium Bory : sous-genre Hymenophyllum

## S
- Hymenophyllum sabinifolium Baker : sous-genre Hymenophyllum
- Hymenophyllum saenzianum L.D.Gómez : sous-genre Sphaerocionium
- Hymenophyllum salakense Racib. : sous-genre Globosa
- Hymenophyllum samoense Baker : sous-genre Globosa
- Hymenophyllum sampaioanum Brade & Rosenst. : sous-genre Sphaerocionium
- Hymenophyllum sanguinolentum (G.Forst.) Sw. : sous-genre Myrmecostylum
- Hymenophyllum scabrum A.Rich. : sous-genre Myrmecostylum
- Hymenophyllum schiedeanum (C.Presl) Müll.Hal. : sous-genre Sphaerocionium
- Hymenophyllum schomburgkii C.Presl : voir Hymenophyllum decurrens (Jacq.) Sw.
- Hymenophyllum schottii Pohl : voir Hymenophyllum caudiculatum Mart.
- Hymenophyllum secundum Hook. & Grev. : sous-genre Hymenophyllum
- Hymenophyllum semibivalve Hook. & Grev. : voir Hymenophyllum rarum R.Br.
- Hymenophyllum semifissum Copel. : sous-genre Hymenophyllum
- Hymenophyllum semiglabrum Rosenst. : sous-genre Sphaerocionium
- Hymenophyllum semiteres Colla : voir Hymenophyllum fuciforme Sw.
- Hymenophyllum sericeum (Sw.) Sw. : sous-genre Sphaerocionium
  - Hymenophyllum sericeum var. refrondescens (Sodiro) Sodiro : sous-genre Sphaerocionium
- Hymenophyllum serpens Wall. : voir Hymenophyllum australe Willd.
- Hymenophyllum serra C.Presl : sous-genre Hymenophyllum
- Hymenophyllum serrulatum (C.Presl) C.Chr. : sous-genre Hymenophyllum
- Hymenophyllum seselifolium C.Presl : sous-genre Myrmecostylum
- Hymenophyllum shirleyanum Domin : sous-genre Globosa
- Hymenophyllum sibthorpioides (Bory ex Willd.) Mett. : sous-genre Hymenophyllum
- Hymenophyllum sieberi (C.Presl) Bosch : sous-genre Sphaerocionium
- Hymenophyllum siliquosum Christ : sous-genre Mecodium
- Hymenophyllum silvaticum C.V.Morton : sous-genre Sphaerocionium
- Hymenophyllum silveirae Christ : sous-genre Sphaerocionium
- Hymenophyllum simonsianum Hook. : sous-genre Hymenophyllum
- Hymenophyllum simplex C.V.Morton : sous-genre Sphaerocionium
- Hymenophyllum skottsbergii C.Chr. : sous-genre Mecodium
- Hymenophyllum skottsbergii Gand. : voir Hymenophyllum tortuosum Hook. & Grev.
- Hymenophyllum smithii Hook. : sous-genre Hymenophyllum
- Hymenophyllum sodiroi C.Chr. : sous-genre Hymenophyllum
- Hymenophyllum sororium (C.Presl) Bosch : voir Hymenophyllum dilatatum (G.Forst.) Sw.
- Hymenophyllum spathulatum Colenso : sous-genre Hymenophyllum
- Hymenophyllum speciosum Bosch : sous-genre Sphaerocionium
- Hymenophyllum spectabile Moritz : voir Hymenophyllum lindenii Hook.
- Hymenophyllum spectabile Mett. ex Kuhn : sous-genre Sphaerocionium
- Hymenophyllum sphaerocarpum Bosch : sous-genre Mecodium
- Hymenophyllum spicatum Christ : sous-genre Hymenophyllum
- Hymenophyllum spinosum Ching : sous-genre Hymenophyllum
- Hymenophyllum spinulosum Kunth : sous-genre Hymenophyllum
- Hymenophyllum splendidum Bosch : sous-genre Sphaerocionium
  - Hymenophyllum splendidum var. apodum Sodiro : sous-genre Sphaerocionium
- Hymenophyllum sprucei Baker : sous-genre Sphaerocionium
- Hymenophyllum steerei C.Chr. : voir Hymenophyllum fimbriatum J.Sm.
- Hymenophyllum stenocladum (Ching & P.C.Chiu) K.Iwats. : sous-genre Globosa
- Hymenophyllum streptophyllum E.Fourn. : sous-genre Globosa
- Hymenophyllum sturmii Mett. : voir Hymenophyllum sericeum (Sw.) Sw.
- Hymenophyllum sturmii Bosch : voir Hymenophyllum polyanthos var. sturmii (Bosch) Angely
- Hymenophyllum subdeltoideum Christ : sous-genre Mecodium
- Hymenophyllum subdemissum Christ : sous-genre Mecodium
- Hymenophyllum subdimidiatum Rosenst. : sous-genre Hymenophyllum
- Hymenophyllum subfirmum Alderw. : sous-genre Hymenophyllum
- Hymenophyllum subflabellatum Ces. : sous-genre Hymenophyllum
- Hymenophyllum subobtusum Rosenst. : sous-genre Sphaerocionium
- Hymenophyllum subrigidum Christ : sous-genre Sphaerocionium
- Hymenophyllum subrotundum Alderw. : sous-genre Hymenophyllum
- Hymenophyllum subtilissimum Kunze : sous-genre Sphaerocionium
- Hymenophyllum superbum C.V.Morton : sous-genre Sphaerocionium
- Hymenophyllum suprapaleaceum Ching : sous-genre Hymenophyllum
- Hymenophyllum surinamense Bosch : sous-genre Sphaerocionium

## T
- Hymenophyllum tablaziense Christ : sous-genre Mecodium
- Hymenophyllum tabulare Bosch : sous-genre Mecodium
- Hymenophyllum taiwanense (Tagawa) C.V.Morton : sous-genre Globosa
- Hymenophyllum taiwanense De Vol : voir Hymenophyllum barbatum (Bosch) Baker
- Hymenophyllum talamancanum A.Rojas : sous-genre Sphaerocionium
- Hymenophyllum taliabense Alderw. : sous-genre Hymenophyllum
- Hymenophyllum tarapotense Stolze : sous-genre Sphaerocionium
- Hymenophyllum tasmannicum Bosch : voir Hymenophyllum australe var. tasmannicum (Bosch) Bonap.
- Hymenophyllum tayloriae Farrar & Raine : sous-genre Sphaerocionium
- Hymenophyllum tegularis (Desv.) Proctor : sous-genre indéterminé
- Hymenophyllum telfairianum Wall. : voir Hymenophyllum hygrometricum (Poir.) Desv.
- Hymenophyllum tenellum D.Don : sous-genre Mecodium
- Hymenophyllum tenellum (Jacq.) Kuhn : voir Hymenophyllum rutaefolium Bory
- Hymenophyllum tenerrimum Bosch : sous-genre Sphaerocionium
- Hymenophyllum tenerum Bosch : sous-genre Mecodium
- Hymenophyllum terminale Bosch : sous-genre Sphaerocionium
- Hymenophyllum terminale Phil. : voir Hymenophyllum cuneatum var. terminale (Phil.) Looser
- Hymenophyllum thomassetii C.H.Wright : sous-genre Hymenophyllum
- Hymenophyllum thuidium Harr. : sous-genre Globosa
- Hymenophyllum thunbergii Eckl. ex C.Presl : sous-genre Mecodium
- Hymenophyllum todjambuense Kjellb. : sous-genre Globosa
- Hymenophyllum tomaniiviense	(Brownlie) Ebihara & K.Iwats. : sous-genre Sphaerocionium
- Hymenophyllum tomentosum Kunze : sous-genre Sphaerocionium
  - Hymenophyllum tomentosum var. fusugasugense (H.Karst. ex J.W.Sturm) C.V.Morton : voir Hymenophyllum fusugasugense H.Karst. ex J.W.Sturm
- Hymenophyllum torquescens Bosch : sous-genre Hymenophyllum
- Hymenophyllum torricellianum Alderw. : sous-genre Hymenophyllum
- Hymenophyllum tortuosum Hook. & Grev. : sous-genre Myrmecostylum
  - Hymenophyllum tortuosum var. beckeri (H.Krause ex Phil.) Espinosa : sous-genre Myrmecostylum
  - Hymenophyllum tortuosum var. bustillosii Espinosa : sous-genre Myrmecostylum
  - Hymenophyllum tortuosum var. glomeratum Diem & J.S.Licht. : sous-genre Myrmecostylum
- Hymenophyllum trapezoidale Liebm. : sous-genre Sphaerocionium
- Hymenophyllum treubii Racib. : sous-genre Globosa
  - Hymenophyllum treubii var novoguineense Rosenst. : sous-genre Globosa
- Hymenophyllum trianae Hieron. : sous-genre Mecodium
- Hymenophyllum triangulare Baker : sous-genre Hymenophyllum
  - Hymenophyllum triangulare subsp. uluguruense Kornás : sous-genre Hymenophyllum
- Hymenophyllum trichocaulon Phil. : sous-genre Hymenophyllum
- Hymenophyllum trichomanoides Bosch : sous-genre Mecodium
  - Hymenophyllum trichomanoides var. subalatum Rosenst. : sous-genre Mecodium
- Hymenophyllum trichomanioides F.M.Bailey : voir Hymenophyllum baileyanum Domin
- Hymenophyllum trichophorum (Alderw.) Ebihara & K.Iwats. : sous-genre Hymenophyllum
- Hymenophyllum trichophyllum Kunth : sous-genre Sphaerocionium
  - Hymenophyllum trichophyllum var. buesii C.V.Morton : sous-genre Sphaerocionium
  - Hymenophyllum trichophyllum var. contracta Hieron. : sous-genre Sphaerocionium
- Hymenophyllum trifidum Hook. & Grev. : sous-genre Sphaerocionium
- Hymenophyllum trifoliatum (L.) Proctor & A.Lourteig : sous-genre indéterminé
- Hymenophyllum × tucuchense (Jermy & T.G.Walker) C.D.Adams & Y.S.Baksh-Comeau : sous-genre Sphaerocionium
- Hymenophyllum truncatum Colenso : sous-genre Hymenophyllum
- Hymenophyllum tunbridgense (L.) Sm. : sous-genre Hymenophyllum
  - Hymenophyllum tunbridgense var. achalense (Hieron.) Sadeb. : voir Hymenophyllum peltatum var. achalense (Hieron.) Capurro
  - Hymenophyllum tunbridgense var. asperulum (Kunze) Diem & J.S.Licht. : sous-genre Hymenophyllum
  - Hymenophyllum tunbridgense var. cordobensis Hieron. : sous-genre Hymenophyllum
  - Hymenophyllum tunbridgense var. cupressiforme (Labill.) Hook.f. : voir Hymenophyllum cupressiforme Labill.
  - Hymenophyllum tunbridgense var. exsertum F.M.Bailey : voir Trichomanes pseudotunbridgense Watts
  - Hymenophyllum tunbridgense var. peltatum (Poir.) Kuntze : voir Hymenophyllum peltatum (Poir.) Desv.
- Hymenophyllum turquinense C.Sánchez : sous-genre Sphaerocionium

## U
- Hymenophyllum ulei Christ & Giesenh. : sous-genre Sphaerocionium
- Hymenophyllum umbratile Diem & J.S.Licht. : sous-genre Hymenophyllum
- Hymenophyllum uncinatum Sim : sous-genre Hymenophyllum
- Hymenophyllum undulatum (Sw.) Sw. : sous-genre Mecodium
  - Hymenophyllum undulatum var. fendlerianum (J.W.Sturm) Stolze : voir Hymenophyllum fendlerianum J.W.Sturm in Mart.
  - Hymenophyllum undulatum var. regenerans C.Chr. : sous-genre Mecodium
- Hymenophyllum uniforme Phil. : voir Hymenophyllum reniforme Hook.
- Hymenophyllum unilaterale Bory ex Willd. : sous-genre Hymenophyllum
- Hymenophyllum urbanii Brause : sous-genre Sphaerocionium
- Hymenophyllum urofrons Ching & C.F.Zhang : sous-genre Hymenophyllum

## V
- Hymenophyllum vacillans Christ : sous-genre Hymenophyllum
- Hymenophyllum valvatum Hook. & Grev. : sous-genre Sphaerocionium
- Hymenophyllum venustum Desv. : voir Hymenophyllum fragile var. venustum (Desv.) C.V.Morton
- Hymenophyllum verecundum C.V.Morton : sous-genre Sphaerocionium
- Hymenophyllum veronicoides C.Chr. ex Bonap. : sous-genre Mecodium
- Hymenophyllum vestitum (C.Presl) Bosch : sous-genre Sphaerocionium
- Hymenophyllum viguieri Tardieu : sous-genre Sphaerocionium
- Hymenophyllum villosum Colenso : sous-genre Myrmecostylum
- Hymenophyllum vincentinum Baker : sous-genre Mecodium
  - Hymenophyllum vincentinum var. latifolium Baker : sous-genre Mecodium
- Hymenophyllum violaceum Meyen : sous-genre Hymenophyllum
- Hymenophyllum viride Rosenst. ex Copel. : sous-genre Hymenophyllum
- Hymenophyllum viridissimum Fée : sous-genre Mecodium
- Hymenophyllum vittatum Copel. : sous-genre Hymenophyllum

## W
- Hymenophyllum walleri' Maiden & Betche : sous-genre Hymenophyllum
- Hymenophyllum wercklei Christ : sous-genre Sphaerocionium
- Hymenophyllum whangshanense Ching & P.C.Chiu : sous-genre Hymenophyllum
- Hymenophyllum whitei Goy : sous-genre Mecodium
- Hymenophyllum wilsonii Hook. : sous-genre Hymenophyllum
- Hymenophyllum wilsonii Fée : voir Hymenophyllum lineare (Sw.) Sw.
  - Hymenophyllum wilsonii var. achalense Hieron. : voir Hymenophyllum peltatum var. achalense (Hieron.) Capurro
- Hymenophyllum wrightii Bosch : sous-genre Mecodium

## Z
- Hymenophyllum zeelandicum Bosch : sous-genre Hymenophyllum
- Hymenophyllum zeyheri Bosch : sous-genre Mecodium
- Hymenophyllum zollingerianum Kunze : sous-genre Hymenophyllum